# Saison 2022-2023 des Hornets de Charlotte
La saison 2022-2023 des Hornets de Charlotte est la 33e saison de la franchise au sein de la National Basketball Association (NBA).

## Draft
| Tour | Choix | Joueur        | Poste | Nationalité         | Provenance          |
| ---- | ----- | ------------- | ----- | ------------------- | ------------------- |
| 1    | 13    | Jalen Duren   | C     | États-Unis          | Tigers de Memphis   |
| 1    | 15    | Mark Williams | C     | États-Unis          | Blue Devils de Duke |
| 2    | 45    | Josh Minott   | F     | États-Unis Jamaïque | Tigers de Memphis   |

## Matchs

### Summer League
| Summer League Total: 2-3 |

| Match | Date match | Équipe      | Score         | Meilleur marqueur      | Meilleur rebondeur     | Meilleur passeur      | Lieux Spectateurs      | Série |
| ----- | ---------- | ----------- | ------------- | ---------------------- | ---------------------- | --------------------- | ---------------------- | ----- |
| 1     | 8 juillet  | Indiana     | D 84-96       | Bryce McGowens (17)    | Nick Richards (11)     | Jalen Crutcher (7)    | Thomas & Mack Center 0 | 0 - 1 |
| 2     | 10 juillet | L.A. Lakers | V 89-86 (2OT) | Ty-Shon Alexander (22) | Figueroa, Richards (9) | Ty-Shon Alexander (6) | Thomas & Mack Center 0 | 1 - 1 |
| 3     | 13 juillet | Cleveland   | V 91-80       | Bryce McGowens (24)    | Mark Williams (8)      | Jalen Crutcher (7)    | Cox Pavilion 0         | 2 - 1 |
| 4     | 14 juillet | Chicago     | D 73-89       | Bryce McGowens (15)    | JT Thor (9)            | Mark Williams (4)     | Cox Pavilion 0         | 2 - 2 |
| 5     | 16 juillet | Minnesota   | D 86-89       | JT Thor (28)           | Mark Williams (7)      | Jalen Crutcher (7)    | Cox Pavilion 0         | 2 - 3 |

### Pré-saison
| Pré-saison Total: 0-5 (Domicile : 0-3; Extérieur : 0-2) |

| Match | Date match | Équipe         | Score     | Meilleur marqueur   | Meilleur rebondeur    | Meilleur passeur  | Lieux Spectateurs                     | Série |
| ----- | ---------- | -------------- | --------- | ------------------- | --------------------- | ----------------- | ------------------------------------- | ----- |
| 1     | 2 octobre  | @ Boston       | D 93-134  | Kelly Oubre (17)    | Ball, Thor (7)        | LaMelo Ball (4)   | TD Garden 19 156                      | 0 - 1 |
| 2     | 5 octobre  | Indiana        | D 97-122  | Terry Rozier (18)   | Oubre, Plumlee (9)    | LaMelo Ball (7)   | Spectrum Center 9 382                 | 0 - 2 |
| 3     | 7 octobre  | Boston         | D 103-112 | LaMelo Ball (23)    | Mason Plumlee (10)    | LaMelo Ball (9)   | Greensboro Coliseum Fieldhouse 16 119 | 0 - 3 |
| 4     | 10 octobre | Washington     | D 107-116 | Terry Rozier (24)   | Nick Richards (8)     | LaMelo Ball (3)   | Spectrum Center 9 478                 | 0 - 4 |
| 5     | 12 octobre | @ Philadelphie | D 94-99   | Gordon Hayward (16) | Hayward, Richards (7) | Mason Plumlee (5) | Wells Fargo Center 19 778             | 0 - 5 |

### Saison régulière
| Saison régulière Total: 27-55 (Domicile : 13-28; Extérieur : 14-27) |

| Match | Date match | Équipe              | Score          | Meilleur marqueur     | Meilleur rebondeur   | Meilleur passeur       | Lieux Spectateurs            | Série |
| ----- | ---------- | ------------------- | -------------- | --------------------- | -------------------- | ---------------------- | ---------------------------- | ----- |
| 1     | 19 octobre | @ San Antonio       | V 129-102      | Terry Rozier (24)     | Nick Richards (10)   | Terry Rozier (6)       | AT&T Center 16 236           | 1 - 0 |
| 2     | 21 octobre | La Nouvelle-Orléans | D 112-124      | Gordon Hayward (26)   | Terry Rozier (8)     | Terry Rozier (11)      | Spectrum Center 19 287       | 1 - 1 |
| 3     | 23 octobre | @ Atlanta           | V 126-109      | Kelly Oubre (24)      | Nick Richards (11)   | Plumlee, Smith Jr. (6) | State Farm Arena 17 383      | 2 - 1 |
| 4     | 26 octobre | @ New York          | D 131-134 (OT) | Gordon Hayward (21)   | Gordon Hayward (9)   | Dennis Smith Jr. (11)  | Madison Square Garden 19 812 | 2 - 2 |
| 5     | 28 octobre | @ Orlando           | D 93-113       | Gordon Hayward (18)   | Jalen McDaniels (7)  | Plumlee, Smith Jr. (4) | Amway Center 18 846          | 2 - 3 |
| 6     | 29 octobre | Golden State        | V 120-113 (OT) | P. J. Washington (31) | Jalen McDaniels (10) | Dennis Smith Jr. (8)   | Spectrum Center 19 079       | 3 - 3 |
| 7     | 31 octobre | Sacramento          | D 108-115      | P. J. Washington (28) | Mason Plumlee (10)   | Dennis Smith Jr. (8)   | Spectrum Center 12 020       | 3 - 4 |

| Match | Date match  | Équipe       | Score           | Meilleur marqueur     | Meilleur rebondeur     | Meilleur passeur         | Lieux Spectateurs                 | Série  |
| ----- | ----------- | ------------ | --------------- | --------------------- | ---------------------- | ------------------------ | --------------------------------- | ------ |
| 8     | 2 novembre  | @ Chicago    | D 88-106        | Kelly Oubre (24)      | Mason Plumlee (13)     | Dennis Smith Jr. (6)     | United Center 17 886              | 3 - 5  |
| 9     | 4 novembre  | @ Memphis    | D 99-130        | Kelly Oubre (17)      | Nick Richards (9)      | Bouknight, Smith Jr. (5) | FedExForum 17 187                 | 3 - 6  |
| 10    | 5 novembre  | Brooklyn     | D 94-98         | Terry Rozier (25)     | Mason Plumlee (11)     | James Bouknight (5)      | Spectrum Center 19 398            | 3 - 7  |
| 11    | 7 novembre  | Washington   | D 100-108       | P. J. Washington (25) | Mason Plumlee (10)     | Dennis Smith Jr. (10)    | Spectrum Center 13 712            | 3 - 8  |
| 12    | 9 novembre  | Portland     | D 95-105        | Terry Rozier (18)     | Mason Plumlee (12)     | Terry Rozier (5)         | Spectrum Center 14 774            | 3 - 9  |
| 13    | 10 novembre | @ Miami      | D 112-117 (OT)  | Kelly Oubre (29)      | Mason Plumlee (15)     | Dennis Smith Jr. (8)     | FTX Arena 19 600                  | 3 - 10 |
| 14    | 12 novembre | @ Miami      | D 115-132       | Terry Rozier (22)     | Kelly Oubre (8)        | Ball, Rozier (6)         | FTX Arena 19 600                  | 3 - 11 |
| 15    | 14 novembre | @ Orlando    | V 112-105       | Mason Plumlee (18)    | Mason Plumlee (10)     | LaMelo Ball (9)          | Amway Center 15 018               | 4 - 11 |
| 16    | 16 novembre | Indiana      | D 113-124       | LaMelo Ball (26)      | Kelly Oubre (13)       | Terry Rozier (8)         | Spectrum Center 14 756            | 4 - 12 |
| 17    | 18 novembre | @ Cleveland  | D 122-132 (2OT) | Kelly Oubre (34)      | Nick Richards (14)     | Gordon Hayward (7)       | Rocket Mortgage FieldHouse 19 432 | 4 - 13 |
| 18    | 20 novembre | @ Washington | D 102-106       | Kelly Oubre (23)      | Nick Richards (10)     | Terry Rozier (5)         | Capital One Arena 14 289          | 4 - 14 |
| 19    | 23 novembre | Philadelphie | V 107-101       | Terry Rozier (22)     | Plumlee, Richards (13) | Plumlee, Rozier (6)      | Spectrum Center 16 910            | 5 - 14 |
| 20    | 25 novembre | Minnesota    | V 110-108       | Kelly Oubre (28)      | Jones, Plumlee (12)    | Terry Rozier (8)         | Spectrum Center 17 924            | 6 - 14 |
| 21    | 28 novembre | @ Boston     | D 105-140       | Jalen McDaniels (24)  | Nick Richards (7)      | Théo Maledon (8)         | TD Garden 19 156                  | 6 - 15 |

| Match | Date match  | Équipe          | Score          | Meilleur marqueur     | Meilleur rebondeur  | Meilleur passeur     | Lieux Spectateurs         | Série   |
| ----- | ----------- | --------------- | -------------- | --------------------- | ------------------- | -------------------- | ------------------------- | ------- |
| 22    | 2 décembre  | Washington      | V 117-116      | Terry Rozier (25)     | Mason Plumlee (10)  | Terry Rozier (8)     | Spectrum Center 15 231    | 7 - 15  |
| 23    | 3 décembre  | Milwaukee       | D 96-105       | Terry Rozier (26)     | Mason Plumlee (11)  | P. J. Washington (5) | Spectrum Center 18 128    | 7 - 16  |
| 24    | 5 décembre  | L.A. Clippers   | D 117-119      | Kelly Oubre (28)      | Mason Plumlee (12)  | Terry Rozier (8)     | Spectrum Center 13 945    | 7 - 17  |
| 25    | 7 décembre  | @ Brooklyn      | D 116-122      | Terry Rozier (29)     | Mason Plumlee (11)  | P. J. Washington (7) | Barclays Center 16 903    | 7 - 18  |
| 26    | 9 décembre  | New York        | D 102-121      | Terry Rozier (24)     | Mason Plumlee (9)   | Terry Rozier (4)     | Spectrum Center 17 696    | 7 - 19  |
| 27    | 11 décembre | @ Philadelphie  | D 113-131      | Oubre, Rozier (29)    | Mason Plumlee (12)  | Terry Rozier (6)     | Wells Fargo Center 19 765 | 7 - 20  |
| 28    | 14 décembre | Détroit         | D 134-141 (OT) | Kelly Oubre (28)      | Mason Plumlee (18)  | LaMelo Ball (11)     | Spectrum Center 14 303    | 7 - 21  |
| 29    | 16 décembre | Atlanta         | D 106-125      | LaMelo Ball (27)      | Nick Richards (11)  | Terry Rozier (9)     | Spectrum Center 17 772    | 7 - 22  |
| 30    | 18 décembre | @ Denver        | D 115-119      | LaMelo Ball (31)      | Gordon Hayward (10) | LaMelo Ball (5)      | Ball Arena 19 235         | 7 - 23  |
| 31    | 19 décembre | @ Sacramento    | V 125-119      | Kelly Oubre (31)      | Nick Richards (11)  | LaMelo Ball (12)     | Golden 1 Center 17 803    | 8 - 23  |
| 32    | 21 décembre | @ L.A. Clippers | D 105-126      | LaMelo Ball (25)      | LaMelo Ball (11)    | LaMelo Ball (12)     | Crypto.com Arena 19 068   | 8 - 24  |
| 33    | 23 décembre | @ L.A. Lakers   | V 134-130      | P. J. Washington (24) | Ball, Plumlee (8)   | LaMelo Ball (8)      | Crypto.com Arena 18 997   | 9 - 24  |
| 34    | 26 décembre | @ Portland      | D 113-124      | LaMelo Ball (27)      | Mason Plumlee (8)   | LaMelo Ball (7)      | Moda Center 19 530        | 9 - 25  |
| 35    | 27 décembre | @ Golden State  | D 105-110      | LaMelo Ball (21)      | Mason Plumlee (13)  | Trois joueurs (4)    | Chase Center 18 064       | 9 - 26  |
| 36    | 29 décembre | Oklahoma City   | V 121-113      | LaMelo Ball (27)      | Mark Williams (13)  | LaMelo Ball (9)      | Spectrum Center 19 425    | 10 - 26 |
| 37    | 31 décembre | Brooklyn        | D 106-123      | LaMelo Ball (23)      | Mason Plumlee (10)  | LaMelo Ball (11)     | Spectrum Center 19 386    | 10 - 27 |

| Match | Date match | Équipe      | Score     | Meilleur marqueur     | Meilleur rebondeur     | Meilleur passeur     | Lieux Spectateurs              | Série   |
| ----- | ---------- | ----------- | --------- | --------------------- | ---------------------- | -------------------- | ------------------------------ | ------- |
| 38    | 2 janvier  | L.A. Lakers | D 115-121 | Terry Rozier (27)     | Mason Plumlee (14)     | LaMelo Ball (6)      | Spectrum Center 19 210         | 10 - 28 |
| 39    | 4 janvier  | Memphis     | D 107-131 | LaMelo Ball (23)      | Mason Plumlee (10)     | LaMelo Ball (12)     | Spectrum Center 19 249         | 10 - 29 |
| 40    | 6 janvier  | @ Milwaukee | V 138-109 | Terry Rozier (39)     | Mason Plumlee (15)     | LaMelo Ball (12)     | Fiserv Forum 17 627            | 11 - 29 |
| 41    | 8 janvier  | @ Indiana   | D 111-116 | P. J. Washington (22) | Mason Plumlee (13)     | LaMelo Ball (8)      | Gainbridge Fieldhouse 15 805   | 11 - 30 |
| 42    | 10 janvier | @ Toronto   | D 120-132 | Terry Rozier (33)     | McDaniels, Plumlee (7) | LaMelo Ball (14)     | Scotiabank Arena 19 800        | 11 - 31 |
| 43    | 12 janvier | @ Toronto   | D 114-124 | LaMelo Ball (32)      | Mason Plumlee (15)     | Ball, Smith Jr. (7)  | Scotiabank Arena 19 800        | 11 - 32 |
| 44    | 14 janvier | Boston      | D 106-122 | LaMelo Ball (31)      | Mason Plumlee (16)     | LaMelo Ball (9)      | Spectrum Center 19 608         | 11 - 33 |
| 45    | 16 janvier | Boston      | D 118-130 | Jalen McDaniels (26)  | Mason Plumlee (12)     | Plumlee, Rozier (7)  | Spectrum Center 19 227         | 11 - 34 |
| 46    | 18 janvier | @ Houston   | V 122-117 | Terry Rozier (26)     | Mason Plumlee (9)      | Dennis Smith Jr. (7) | Toyota Center 15 678           | 12 - 34 |
| 47    | 21 janvier | @ Atlanta   | V 122-118 | Terry Rozier (34)     | Mason Plumlee (11)     | Dennis Smith Jr. (8) | State Farm Arena 17 928        | 13 - 34 |
| 48    | 23 janvier | @ Utah      | D 102-120 | Terry Rozier (23)     | Jalen McDaniels (9)    | Dennis Smith Jr. (9) | Vivint Smart Home Arena 18 206 | 13 - 35 |
| 49    | 24 janvier | @ Phoenix   | D 97-128  | Terry Rozier (19)     | Jalen McDaniels (10)   | Terry Rozier (5)     | Footprint Center 17 071        | 13 - 36 |
| 50    | 26 janvier | Chicago     | V 111-96  | Terry Rozier (28)     | Mason Plumlee (12)     | LaMelo Ball (8)      | Spectrum Center 17 697         | 14 - 36 |
| 51    | 29 janvier | Miami       | V 122-117 | Terry Rozier (31)     | Mason Plumlee (8)      | Ball, Rozier (7)     | Spectrum Center 19 254         | 15 - 36 |
| 52    | 31 janvier | @ Milwaukee | D 115-124 | LaMelo Ball (27)      | Mason Plumlee (14)     | LaMelo Ball (11)     | Fiserv Forum 17 341            | 15 - 37 |

| Match                  | Date match | Équipe       | Score     | Meilleur marqueur     | Meilleur rebondeur   | Meilleur passeur     | Lieux Spectateurs           | Série   |
| ---------------------- | ---------- | ------------ | --------- | --------------------- | -------------------- | -------------------- | --------------------------- | ------- |
| 53                     | 2 février  | @ Chicago    | D 98-114  | Terry Rozier (23)     | Mason Plumlee (11)   | LaMelo Ball (6)      | United Center 20 072        | 15 - 38 |
| 54                     | 3 février  | @ Détroit    | D 112-118 | Ball, Rozier (23)     | LaMelo Ball (8)      | LaMelo Ball (8)      | Little Caesars Arena 18 007 | 15 - 39 |
| 55                     | 5 février  | Orlando      | D 113-119 | LaMelo Ball (33)      | Mason Plumlee (9)    | Ball, Rozier (6)     | Spectrum Center 18 510      | 15 - 40 |
| 56                     | 8 février  | @ Washington | D 104-118 | P. J. Washington (20) | Mark Williams (8)    | Terry Rozier (6)     | Capital One Arena 16 097    | 15 - 41 |
| 57                     | 10 février | @ Boston     | D 116-127 | Terry Rozier (27)     | Mark Williams (12)   | LaMelo Ball (10)     | TD Garden 19 156            | 15 - 42 |
| 58                     | 11 février | Denver       | D 105-119 | P. J. Washington (22) | LaMelo Ball (9)      | LaMelo Ball (12)     | Spectrum Center 19 256      | 15 - 43 |
| 59                     | 13 février | Atlanta      | V 144-138 | LaMelo Ball (30)      | P. J. Washington (7) | LaMelo Ball (15)     | Spectrum Center 14 078      | 16 - 43 |
| 60                     | 15 février | San Antonio  | V 120-110 | LaMelo Ball (28)      | LaMelo Ball (12)     | LaMelo Ball (10)     | Spectrum Center 14 155      | 17 - 43 |
| NBA All-Star Game 2023 |            |              |           |                       |                      |                      |                             |         |
| 61                     | 24 février | @ Minnesota  | V 121-113 | LaMelo Ball (32)      | Gordon Hayward (13)  | LaMelo Ball (10)     | Target Center 17 136        | 18 - 43 |
| 62                     | 25 février | Miami        | V 108-103 | Gordon Hayward (21)   | Mark Williams (20)   | LaMelo Ball (13)     | Spectrum Center 19 109      | 19 - 43 |
| 63                     | 27 février | Détroit      | V 117-106 | Terry Rozier (22)     | Mark Williams (11)   | Dennis Smith Jr. (7) | Spectrum Center 14 184      | 20 - 43 |

| Match | Date match | Équipe                | Score     | Meilleur marqueur     | Meilleur rebondeur | Meilleur passeur       | Lieux Spectateurs               | Série   |
| ----- | ---------- | --------------------- | --------- | --------------------- | ------------------ | ---------------------- | ------------------------------- | ------- |
| 64    | 1er mars   | Phoenix               | D 91-105  | Kelly Oubre (26)      | Mark Williams (10) | Dennis Smith Jr. (6)   | Spectrum Center 19 137          | 20 - 44 |
| 65    | 3 mars     | Orlando               | D 106-117 | Kelly Oubre (27)      | Kelly Oubre (10)   | Gordon Hayward (7)     | Spectrum Center 16 683          | 20 - 45 |
| 66    | 5 mars     | @ Brooklyn            | D 86-102  | Kelly Oubre (17)      | Mark Williams (14) | Dennis Smith Jr. (6)   | Barclays Center 17 921          | 20 - 46 |
| 67    | 7 mars     | @ New York            | V 112-105 | Kelly Oubre (27)      | Gordon Hayward (9) | Gordon Hayward (8)     | Madison Square Garden 19 812    | 21 - 46 |
| 68    | 9 mars     | @ Détroit             | V 113-103 | Kelly Oubre (27)      | Nick Richards (10) | Terry Rozier (9)       | Little Caesars Arena 17 121     | 22 - 46 |
| 69    | 11 mars    | Utah                  | D 111-119 | Kelly Oubre (24)      | Nick Richards (8)  | Terry Rozier (8)       | Spectrum Center 17 221          | 22 - 47 |
| 70    | 12 mars    | Cleveland             | D 108-114 | Terry Rozier (27)     | Nick Richards (12) | Dennis Smith Jr. (7)   | Spectrum Center 17 342          | 22 - 48 |
| 71    | 14 mars    | Cleveland             | D 104-120 | Kelly Oubre (28)      | Nick Richards (8)  | Terry Rozier (9)       | Spectrum Center 14 690          | 22 - 49 |
| 72    | 17 mars    | Philadelphie          | D 82-121  | Terry Rozier (14)     | Kai Jones (9)      | Dennis Smith Jr. (8)   | Spectrum Center 19 096          | 22 - 50 |
| 73    | 20 mars    | Indiana               | V 115-109 | Kelly Oubre (28)      | Nick Richards (17) | Terry Rozier (9)       | Spectrum Center 12 449          | 23 - 50 |
| 74    | 23 mars    | @ La Nouvelle-Orléans | D 96-115  | P. J. Washington (18) | Nick Richards (14) | Hayward, McGowens (6)  | Smoothie King Center 15 749     | 23 - 51 |
| 75    | 24 mars    | @ Dallas              | V 117-109 | P. J. Washington (28) | Nick Richards (11) | Hayward, Smith Jr. (9) | American Airlines Center 20 347 | 24 - 51 |
| 76    | 26 mars    | Dallas                | V 110-104 | Gordon Hayward (22)   | Mark Williams (16) | Dennis Smith Jr. (6)   | Spectrum Center 19 264          | 25 - 51 |
| 77    | 28 mars    | @ Oklahoma City       | V 137-134 | P. J. Washington (43) | Kai Jones (14)     | Théo Maledon (9)       | Paycom Center 15 428            | 26 - 51 |
| 78    | 31 mars    | Chicago               | D 91-121  | James Bouknight (22)  | Mark Williams (8)  | Théo Maledon (9)       | Spectrum Center 18 768          | 26 - 52 |

| Match | Date match | Équipe      | Score     | Meilleur marqueur           | Meilleur rebondeur | Meilleur passeur         | Lieux Spectateurs                 | Série   |
| ----- | ---------- | ----------- | --------- | --------------------------- | ------------------ | ------------------------ | --------------------------------- | ------- |
| 79    | 2 avril    | Toronto     | D 108-128 | Sviatoslav Mykhaïliouk (26) | Mark Williams (12) | Théo Maledon (14)        | Spectrum Center 16 052            | 26 - 53 |
| 80    | 4 avril    | Toronto     | D 100-120 | Bryce McGowens (20)         | Nick Richards (11) | Théo Maledon (11)        | Spectrum Center 14 965            | 26 - 54 |
| 81    | 7 avril    | Houston     | D 109-112 | Sviatoslav Mykhaïliouk (25) | Mark Williams (13) | Théo Maledon (8)         | Spectrum Center 19 102            | 26 - 55 |
| 82    | 9 avril    | @ Cleveland | V 106-95  | McGowens, Williams (22)     | Mark Williams (10) | Maledon, Mykhaïliouk (6) | Rocket Mortgage FieldHouse 19 432 | 27 - 55 |

### Confrontations en saison régulière
| Conférence Est      | Conférence Est                              | Conférence Est                              | Conférence Est                              | Conférence Est                              | Conférence Ouest                            | Conférence Ouest                            | Conférence Ouest                            |
| Division Atlantique | Division Atlantique                         | Division Atlantique                         | Division Atlantique                         | Division Atlantique                         | Division Nord-Ouest                         | Division Nord-Ouest                         | Division Nord-Ouest                         |
| Équipe              | Domicile                                    | Domicile                                    | Extérieur                                   | Extérieur                                   | Équipe                                      | Domicile                                    | Extérieur                                   |
| ------------------- | ------------------------------------------- | ------------------------------------------- | ------------------------------------------- | ------------------------------------------- | ------------------------------------------- | ------------------------------------------- | ------------------------------------------- |
| Boston              | 106-122                                     | 118-130                                     | 105-140                                     | 116-127                                     | Denver                                      | 105-119                                     | 115-119                                     |
| Brooklyn            | 94-98                                       | 106-123                                     | 116-122                                     | 86-102                                      | Minnesota                                   | 110-108                                     | 121-113                                     |
| New York            | 102-121                                     |                                             | 131-134 (OT)                                | 112-105                                     | Oklahoma City                               | 121-113                                     | 137-134                                     |
| Philadelphie        | 107-101                                     | 82-121                                      | 113-131                                     |                                             | Portland                                    | 95-105                                      | 113-124                                     |
| Toronto             | 108-128                                     | 100-120                                     | 120-132                                     | 114-124                                     | Utah                                        | 111-119                                     | 102-120                                     |
| Division            | 2–17 (Domicile : 1-9; Extérieur : 1-8)      | 2–17 (Domicile : 1-9; Extérieur : 1-8)      | 2–17 (Domicile : 1-9; Extérieur : 1-8)      | 2–17 (Domicile : 1-9; Extérieur : 1-8)      | Division                                    | 4–5 (Domicile : 2-2; Extérieur : 2-3)       | 4–5 (Domicile : 2-2; Extérieur : 2-3)       |
| Division Centrale   | Division Centrale                           | Division Centrale                           | Division Centrale                           | Division Centrale                           | Division Pacifique                          | Division Pacifique                          | Division Pacifique                          |
| Équipe              | Domicile                                    | Domicile                                    | Extérieur                                   | Extérieur                                   | Équipe                                      | Domicile                                    | Extérieur                                   |
| Chicago             | 111-96                                      | 91-121                                      | 88-106                                      | 98-114                                      | Golden State                                | 120-113 (OT)                                | 105-110                                     |
| Cleveland           | 108-114                                     | 104-120                                     | 122-132 (2OT)                               | 106-95                                      | L.A. Clippers                               | 117-119                                     | 105-126                                     |
| Détroit             | 134-141 (OT)                                | 117-106                                     | 112-118                                     | 113-103                                     | L.A. Lakers                                 | 115-121                                     | 134-130                                     |
| Indiana             | 113-124                                     | 115-109                                     | 111-116                                     |                                             | Phoenix                                     | 91-105                                      | 97-128                                      |
| Milwaukee           | 96-105                                      |                                             | 138-109                                     | 115-124                                     | Sacramento                                  | 108-115                                     | 125-119                                     |
| Division            | 6–11 (Domicile : 3-6; Extérieur : 3-5)      | 6–11 (Domicile : 3-6; Extérieur : 3-5)      | 6–11 (Domicile : 3-6; Extérieur : 3-5)      | 6–11 (Domicile : 3-6; Extérieur : 3-5)      | Division                                    | 3–8 (Domicile : 1-4; Extérieur : 2-4)       | 3–8 (Domicile : 1-4; Extérieur : 2-4)       |
| Division Sud-Est    | Division Sud-Est                            | Division Sud-Est                            | Division Sud-Est                            | Division Sud-Est                            | Division Sud-Ouest                          | Division Sud-Ouest                          | Division Sud-Ouest                          |
| Équipe              | Domicile                                    | Domicile                                    | Extérieur                                   | Extérieur                                   | Équipe                                      | Domicile                                    | Extérieur                                   |
| Atlanta             | 106-125                                     | 144-138                                     | 126-109                                     | 122-118                                     | Dallas                                      | 110-104                                     | 117-109                                     |
|                     |                                             |                                             |                                             |                                             | Houston                                     | 109-112                                     | 122-117                                     |
| Miami               | 108-103                                     | 122-117                                     | 112-117 (OT)                                | 115-132                                     | Memphis                                     | 107-131                                     | 99-130                                      |
| Orlando             | 113-119                                     | 106-117                                     | 93-113                                      | 112-105                                     | New Orleans                                 | 112-124                                     | 96-115                                      |
| Washington          | 100-108                                     | 117-116                                     | 102-106                                     | 104-118                                     | San Antonio                                 | 120-110                                     | 129-102                                     |
| Division            | 6–9 (Domicile : 3-4; Extérieur : 3-5)       | 6–9 (Domicile : 3-4; Extérieur : 3-5)       | 6–9 (Domicile : 3-4; Extérieur : 3-5)       | 6–9 (Domicile : 3-4; Extérieur : 3-5)       | Division                                    | 4–5 (Domicile : 2-3; Extérieur : 2-2)       | 4–5 (Domicile : 2-3; Extérieur : 2-2)       |
| Conférence          | 15–37 (Domicile : 8–18; Extérieur : 7–19)   | 15–37 (Domicile : 8–18; Extérieur : 7–19)   | 15–37 (Domicile : 8–18; Extérieur : 7–19)   | 15–37 (Domicile : 8–18; Extérieur : 7–19)   | Conférence                                  | 12–18 (Domicile : 5–10; Extérieur : 7–8)    | 12–18 (Domicile : 5–10; Extérieur : 7–8)    |
| Total               | 27–55 (Domicile : 13–28; Extérieur : 14–27) | 27–55 (Domicile : 13–28; Extérieur : 14–27) | 27–55 (Domicile : 13–28; Extérieur : 14–27) | 27–55 (Domicile : 13–28; Extérieur : 14–27) | 27–55 (Domicile : 13–28; Extérieur : 14–27) | 27–55 (Domicile : 13–28; Extérieur : 14–27) | 27–55 (Domicile : 13–28; Extérieur : 14–27) |

## Classements
| Conférence Est | Conférence Est             | Conférence Est | Conférence Est | Conférence Est | Conférence Est | Conférence Est | Conférence Est |
| No             | Franchise                  | Vic.           | Déf.           | MJ             | V/D            | GB             |                |
| -------------- | -------------------------- | -------------- | -------------- | -------------- | -------------- | -------------- | -------------- |
| 1              | z - Bucks de Milwaukee     | 58             | 24             | 82             | .707           | -              |                |
| 2              | y - Celtics de Boston      | 57             | 25             | 82             | .695           | 1              |                |
| 3              | x - 76ers de Philadelphie  | 54             | 28             | 82             | .659           | 4              |                |
| 4              | x - Cavaliers de Cleveland | 51             | 31             | 82             | .622           | 7              |                |
| 5              | x - Knicks de New York     | 47             | 35             | 82             | .573           | 11             |                |
| 6              | x - Nets de Brooklyn       | 45             | 37             | 82             | .549           | 13             |                |
|                |                            |                |                |                |                |                |                |
| 7              | x - Heat de Miami          | 44             | 38             | 82             | .537           | 14             |                |
| 8              | y - Hawks d'Atlanta        | 41             | 41             | 82             | .500           | 17             |                |
| 9              | pi - Raptors de Toronto    | 41             | 41             | 82             | .500           | 17             |                |
| 10             | pi - Bulls de Chicago      | 40             | 42             | 82             | .488           | 18             |                |
|                |                            |                |                |                |                |                |                |
| 11             | o - Pacers de l'Indiana    | 35             | 47             | 82             | .427           | 23             |                |
| 12             | o - Wizards de Washington  | 35             | 47             | 82             | .427           | 23             |                |
| 13             | o - Magic d'Orlando        | 34             | 48             | 82             | .415           | 24             |                |
| 14             | o - Hornets de Charlotte   | 27             | 55             | 82             | .329           | 31             |                |
| 15             | o - Pistons de Détroit     | 17             | 65             | 82             | .207           | 41             |                |

| Division Sud-Est          | V  | D  | MJ | V/D  | GB | Dom   | Ext   | Div  |
| ------------------------- | -- | -- | -- | ---- | -- | ----- | ----- | ---- |
| y - Heat de Miami         | 44 | 38 | 82 | .537 | –  | 27-14 | 17-24 | 10-6 |
| pi - Hawks d'Atlanta      | 41 | 41 | 82 | .500 | 3  | 24-17 | 17-24 | 8-8  |
| o - Wizards de Washington | 35 | 47 | 82 | .427 | 9  | 19-22 | 16-25 | 8-8  |
| o - Magic d'Orlando       | 34 | 48 | 82 | .415 | 10 | 20-21 | 14-27 | 7-9  |
| o - Hornets de Charlotte  | 27 | 55 | 82 | .329 | 17 | 13-28 | 14-27 | 7-9  |